# Henry Lascelles (4e comte de Harewood)
Henry Thynne Lascelles, 4e comte de Harewood (18 juin 1824 – 24 juin 1892), est un pair britannique et le fils de Henry Lascelles (3e comte de Harewood).

## Famille
Il épouse d'abord Elizabeth Joanna de Burgh (22 février 1826 – 26 février 1854), fille de Ulick de Burgh (1er marquis de Clanricarde) le 17 juillet 1845. Elle est la petite-fille de l'ancien Premier Ministre George Canning. Ils ont six enfants:
- Henry Lascelles (5e comte de Harewood) (21 août 1846 – 6 octobre 1929)
- Frederick Canning Lascelles (6 mai 1848 – 31 décembre 1928), marié à Frederica Maria Liddell, une petite-fille de Thomas Liddell, 1er baron Ravensworth.
- Gerald William Lascelles (26 octobre 1849 – 11 février 1928), marié à Constance Philipson.
- Charles George Lascelles (23 janvier 1851 – 19 février 1886), mort célibataire.
- Constance Marie Lascelles (27 mai 1852 – 23 août 1932), mariée à Beilby Lawley (3e baron Wenlock).
- Margaret Joan Lascelles (2 octobre 1853 – 19 septembre 1927), mariée à Hamilton Cuffe (5e comte de Desart).

Le 21 avril 1858, il épouse en secondes noces Diana Smyth (c. 1838 – 4 mars 1904), une petite-fille de George FitzRoy (4e duc de Grafton) et arrière-petite-fille du Prince William Henry, duc de Gloucester et d’Édimbourg (par l'intermédiaire de sa fille illégitime). Ils ont huit enfants:
- Susan Elizabeth Lascelles (21 mai 1860 – 22 janvier 1925), mariée avec le capitaine Francis Sutton.
- Edwin Harry Lascelles (3 août 1861 – 16 janvier 1924), mort célibataire.
- Daniel Harry Lascelles (1er août 1862 – 28 novembre 1904), mort célibataire
- George Algernon Lascelles (2 août 1865 – 25 mai 1932), épouse Mabel Massey.
- William Horace Lascelles (15 février 1868 – 7 mai 1949), marié à Madeline Barton, parents de Mary Lascelles.
- Francis John Lascelles (29 décembre 1871 – 9 mai 1925), marié à Gertie Stradling.
- Eric James Lascelles (2 mars 1873 – 24 juin 1901), mort célibataire.
- Mary Diana Lascelles (24 mai 1877 – 23 juillet 1930), épouse de Robert Doyne.